# Gaetano Zappalà (medico)
Gaetano Zappalà (Trecastagni, 8 gennaio 1905 – Roma, 18 agosto 1992) è stato un medico e chirurgo italiano, medico sociale della Associazione Sportiva Roma, della Nazionale Italiana di calcio e fondatore del Policlinico Italia di Roma.

## Biografia
Gaetano Zappalà nasce a Trecastagni (Catania) l’8 gennaio 1905, da una famiglia della borghesia locale. Dopo le scuole superiori sceglie di seguire le orme paterne – il padre era medico condotto presso il piccolo centro del catanese – intraprendendo gli studi di medicina a Roma.

### La formazione
Laureatosi presso l’Università degli Studi di Roma La Sapienza con la votazione di 110/110 con lode, intraprende durante gli anni Trenta una stretta collaborazione con il prof. Cesare Antonucci presso l’allora Ospedale del Littorio (oggi Azienda Ospedaliera San Camillo-Forlanini), dove svolgerà il ruolo di assistente chirurgo presso il Pronto Soccorso e aiuto chirurgo presso il padiglione Morgagni. Nel 1942 consegue l’abilitazione alla Libera Docenza in Patologia Chirurgica e Propedeutica Clinica presso l’università degli studi di Roma La Sapienza

### L’attività medico-sportiva
Il nome di Zappalà è legato soprattutto alla sua attività come medico sportivo. Nella stagione 1941-42 diviene infatti medico sociale della Associazione Sportiva Roma, a cui si legherà fino al 1958, e di cui dirigerà anche la sezione hockey su prato. Nel 1959 consegue l'abilitazione alla libera docenza in Medicina dello Sport presso l'Università degli Studi di Roma la Sapienza, materia che insegnerà nell'ateneo capitolino fino al 1969 e, dal 1961 al 1964, anche presso il Centro Tecnico Federale di Coverciano, dove ricoprirà inoltre la carica di Capo Servizio Medico Federale della Nazionale di Calcio italiana. Sempre nel 1959 viene inoltre nominato membro del Comitato medico-scientifico, presieduto dal prof. Luigi Gedda, istituito dal CONI in occasione dei giochi della XVII Olimpiade di Roma. La passione per lo sport lo porta a ricoprire anche la carica di presidente della Società Sportiva Romulea, piccola realtà calcistica della capitale, e a partecipare nel 1960, in qualità di delegato, alla nascita del Panathlon International.

### La politica
Nel 1952 Zappalà viene eletto, con 4691 preferenze, consigliere comunale a Roma nelle liste della Democrazia Cristiana, divenendo membro delle Commissioni Consiliari Permanenti VI, IX e XIII (“Giardini”, “Nettezza Urbana”, “Igiene e Sanità”). Nonostante la ricandidatura, manca la rielezione nel 1956, che riottiene invece nel 1960 conseguendo 7474 preferenze.

### Il "Policlinico Italia"
Nel 1950 fonda a Roma, in piazza del Campidano, il “Policlinico Italia”, struttura ospedaliera ancora oggi esistente, dove si adopera soprattutto nell’ambito della chirurgia ortopedica e, in particolare, degli interventi al menisco e dell’impianto di endoprotesi femorali. Grazie soprattutto alla sua attività come medico della A.S. Roma e della Nazionale di Calcio, il Policlinico Italia diviene presto uno dei centri sanitari capitolini più frequentati dagli atleti dell’epoca. Sotto le cure di Zappalà passano infatti calciatori come Egidio Guarnacci e Franco Zaglio, Francisco Lojacono, Luis Suárez e Antonio Angelillo. Dopo la convenzione con il Servizio Sanitario Nazionale (1978), Zappalà indirizza la struttura da lui creata soprattutto verso l’attività riabilitativa, che ne rappresenta oggi la principale vocazione.

### Vita privata
Nel 1935 sposa Corrada Nicoletti, da cui ha quattro figli: Maria Chiara (1936, avvocato), Maria Rosaria (1936-1940), Maria Luisa (1939-2024, moglie del calciatore Carlo Galli), e Giuseppe (1943, medico). Il fratello di Gaetano Zappalà, Giovanni (1906-1988) ha ricoperto la carica di Avvocato Generale dello Stato dal 1962 al 1976.

## Principali pubblicazioni scientifiche
- G. Zappalà, Le artropatie croniche, escluse quelle da germi conosciuti. Collaborazione di Giuseppe Lazzaro. Prefazione di Cesare Antonucci, Roma. L. Pozzi, 1936.
- G. Zappalà, Il medico sportivo: orientamenti moderni di alcuni compiti del medico sportivo, Roma, Società Pubblicazioni Attualità Mediche, 1958.
- G. Zappalà, Tecniche personali di chirurgia ortopedica e traumatologia sportiva, Roma, Società Pubblicazioni Attualità Mediche, 1958
- G. Zappalà, L' arbitro nelle gare di calcio (aspetti psico-fisiologico): conferenza tenuta agli arbitri romani il 22 maggio 1959, Roma, Società Pubblicazioni Attualità Mediche, 1959.
- G. Zappalà (a cura di), Elementi di medicina e traumatologia dello sport, Roma, Tip. S. Agostino, 1960.
- G. Zappalà, Lesioni da sport dei menischi e dei legamenti crociati, in Medicina dello sport, a cura di T. Lucherini e C. Cervini, Presentazione dell' On. Giulio Andreotti, Prefazione del Prof. Pietro Valdoni, Roma, Società Editrice Universo, 1960, pp. 445–453.